# 冈面乡
岗面乡，是中华人民共和国江西省赣州市瑞金市下辖的一个乡镇级行政单位。

## 行政区划
岗面乡下辖以下地区：
店背村、陈坑村、渡头村、上田村、罗陂村、冈面村、沙排村和竹园村。